# Национальная портретная галерея (США)
Национальная портретная галерея (англ. National Portrait Gallery; сокр. NPG) — художественный музей, расположенный в столице США. Основан в 1962 году и открыт для публики в 1968 году; является частью Смитсоновского института, находится в историческом здании Old Patent Office Building. Коллекция музея акцентирована на портретах знаменитых американцев.

## История
Первой портретной галерей Соединенных Штатах была галерея работ художника Чарльза Пила — American Pantheon (также известная как Peale’s Collection of Portraits of American Patriots), созданная в 1796 году и закрывшаяся спустя два года. В 1859 году Национальная портретная галерея была открыта в Лондоне, но на это событие мало кто обратил внимание в США. Идея создания национальной американской портретной галерея восходит к 1886 году, когда Портретную галерею в Лондоне посетил Robert C. Winthrope, президент Массачусетского исторического общества. По возвращении в Соединенные Штаты, он начал прилагать усилия по созданию аналогичного музея в Америке.
Но только в январе 1919 года Смитсоновский институт совместно с Американской федерацией искусств и American Mission to Negotiate Peace стал инициатором создания Национального художественного комитета (англ. National Art Committee). Среди членов комитета были: Herbert L. Pratt — нефтяной промышленник; Ethel Sperry Crocker — поклонница искусства, жена William Henry Crocker, создателя банка Crocker National Bank; Abram Garfield — архитектор; Mary Williamson Averell — жена Edward Henry Harriman, руководителя железных дорог; Джон Морган — банкир и финансист; Чарльз Тафт — юрист, брат президента Уильяма Тафта; Генри Фрик — финансист и меценат; Чарлз Уолкотт — учёный-палеонтолог. Первоначально комитет поставил своей целью собрать портреты известных деятелей страны, связанных с событиями Первой мировой войны. Отобранные комитетом работы были выставлены на всеобщее обозрение в Вашингтоне в Национальном музее естественной истории в мае 1921 года. Из них было сформировано ядро будущей коллекции Национальной портретной галереи.

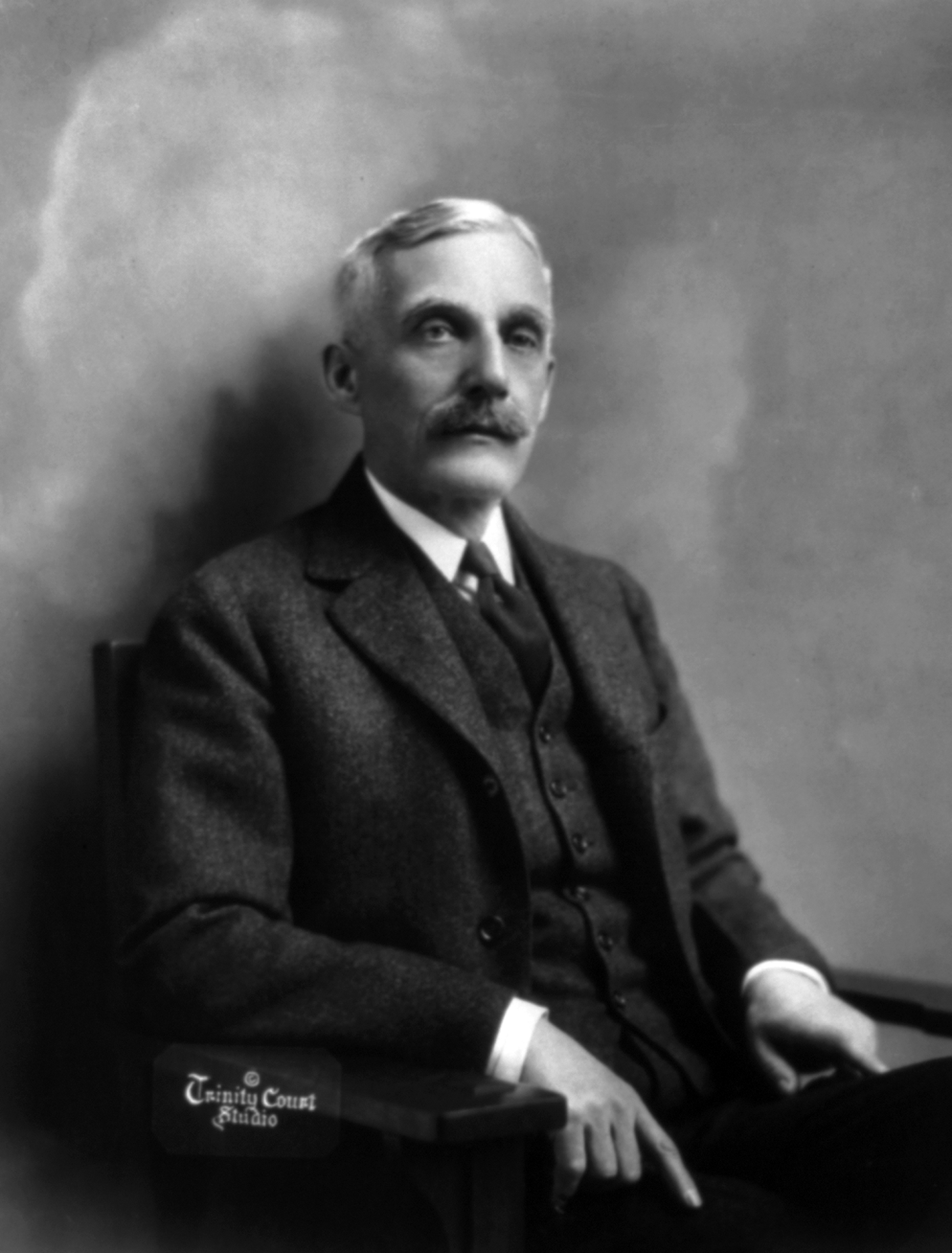
Эндрю Меллон

В 1937 году банкир и миллиардер Эндрю Меллон пожертвовал галерее свою большую художественную коллекцию, ставшую существенным вкладом в создаваемую экспозицию. Первым директором галереи был назначен David Edward Finley, деятель культуры, близкий друг Меллона. В 1957 году федеральное правительство предложило снести здание патентного ведомства — Old Patent Office Building. После протестов общественности в марте 1958 года пришли к соглашению, по которому, чтобы сохранить историческое здание, Конгресс уполномочил Смитсоновский институт использовать его в качестве музея. В 1960 году институтом была создана комиссия по разработке плана музея в этом здании. Национальная портретная галерея США была утверждена Конгрессом США в 1962 году. В 1966 году галерея разместилась в здании Old Patent Office Building и была открыта для публики 7 октября 1968 года.

## Коллекция

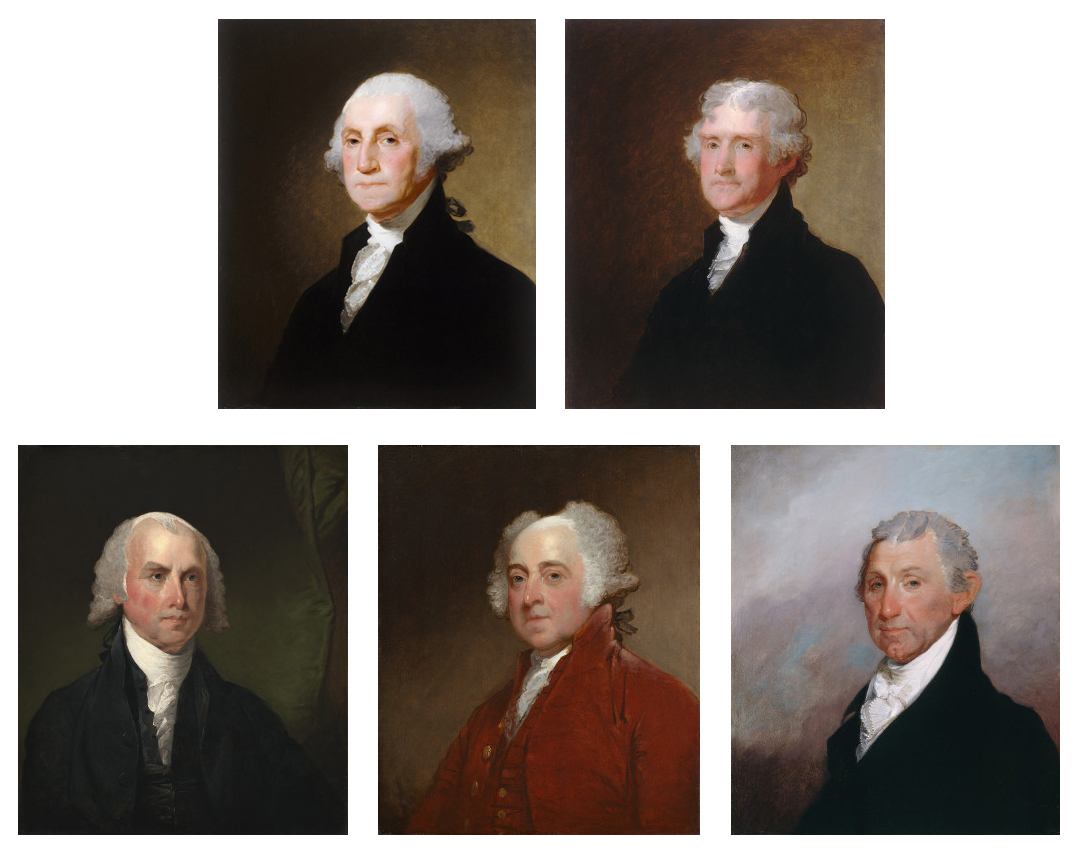
Комплект Gibbs-Coolidge из пяти картин маслом по дереву первых президентов США Гилберта Стюарта. Был приобретен НПГ в 1979 году.

К 1977 году портретная галерея имела три раздела: живописи и скульптуры, гравюры и рисунка, фотографии. Изначально существовали достаточно строгие правила размещения картин в её коллекции. Персоны должны быть исторически значимы и после их смерти должно пройти не менее десяти лет. В 2006 году понятие «исторической значимости» стало менее строгим. Затем было разрешено включать в коллекцию портреты людей как умерших менее десяти лет назад, так и живущих. Официальное решение о приобретении портрета в галерею утверждается комиссией Национальной портретной галереи.

## Факты
По состоянию на 2011 год Национальная портретная галерея была единственным музеем США, посвященным исключительно портретной живописи. В музее работало 65 сотрудников, его годовой бюджет в 2013 году составил $9 млн. В 2012 году его посетило 1 069 932 человек, на февраль 2013 года коллекция галереи включала 21200 произведений искусства.